# 臼井正一
臼井 正一（うすい しょういち、1975年〈昭和50年〉1月8日 - ）は、日本の政治家。自由民主党所属の参議院議員（1期）。
千葉県議会議員（5期）、千葉県監査委員、公益財団法人千葉県肢体不自由児協会理事長、社会福祉法人愛の園福祉会理事、学校法人植草学園理事、社会福祉法人春陽会理事長、学校法人東洋理容美容学園理事、稲毛浅間神社総代などを歴任。
祖父は総理府総務長官を務めた臼井荘一、父は法務大臣や防衛庁長官を務めた臼井日出男。

## 来歴
千葉県習志野市に生まれ、千葉市で育つ。千葉市立検見川小学校、千葉市立花園中学校、市川学園市川高等学校、日本大学文理学部卒業。英国オックスフォード・アカデミー修了。
大学卒業後、株式会社オリエンタルランドに入社。2002年に衆議院議員の父・臼井日出男の秘書となる。
2003年、千葉県議会議員に初当選。2007年に再選。
2008年9月25日、父親の臼井日出男が翌年の第45回衆議院議員総選挙への不出馬の意向を表明。後継として2009年の衆院選に千葉1区から自民党公認で立候補するも次点で落選。2011年、千葉県議会議員に返り咲く。商工労働企業常任委員長、文教常任委員長、自由民主党千葉県支部連合会幹事長代理などの要職を務め、通算で千葉県議会議員を5期務めた。
2021年6月11日、自民党千葉県連の国会議員団の会議が党本部で開かれ、参議院議員の元榮太一郎が翌年の第26回参議院議員通常選挙への不出馬の意向を示した。同年6月18日、自民党千葉県連は元榮の後継として、臼井を擁立する方針を決めた。
2022年の参院選の千葉県選挙区（改選数3）では、自民党県議50人のうち、過半数を占める主流派が現職の猪口邦子に付いた。一方、臼井には、非改選の参議院議員の石井準一が率いる10人ほどの少数派が付いた。前年3月の千葉県知事選挙で、石井は党派を超えて熊谷俊人を支援。自民県議で「県政会のドン」と称される河上茂・県連幹事長に近い面々は、石井の言動に対する抵抗感が根強く、その影響で猪口支援に回り、代理戦争が繰り広げられた。 
同年7月10日投開票。県内54市町村別の得票結果は、猪口が32市町で勝利し、臼井の22市町村を上回った。しかし、臼井は地元の千葉市で13万票を獲得し、7万票の猪口を圧倒。船橋市、柏市、習志野市の各市も臼井が制した。この結果、得票数1位で、臼井は初当選した。

## 政策・主張

### 憲法
- 憲法改正について、2022年のNHK、毎日新聞社のアンケートで「賛成」と回答[16][17]。
- 9条改憲について、2022年の毎日新聞社のアンケートで「改正して、自衛隊の存在を明記すべきだ」と回答[17]。9条への自衛隊の明記について、2022年のNHKのアンケートで「賛成」と回答[16]。
- 憲法を改正し緊急事態条項を設けることについて、2022年のNHKのアンケートで「賛成」と回答[16]。

### 外交・安全保障
- 敵基地攻撃能力を持つことについて、2022年のNHKのアンケートで「賛成」と回答[16]。
- 普天間基地の辺野古移設について、2022年の毎日新聞社のアンケートで「賛成」と回答[17]。
- ロシアは2022年2月24日、ウクライナへの全面的な軍事侵攻を開始した[18]。日本政府が行ったロシアに対する制裁措置についてどう考えるかとの問いに対し、2022年のNHKのアンケートで「適切だ」と回答[16]。同年の毎日新聞社のアンケートで「今の制裁で妥当だ」と回答[17]。
- 2022年6月7日、政府は経済財政運営の指針「骨太方針」を閣議決定した。NATO加盟国が国防費の目標としている「GDP比2％以上」が例示され、防衛力を5年以内に抜本的に強化する方針が明記された[19]。「防衛費を今後どうしていくべきだと考えるか」との問いに対し、2022年のNHKのアンケートで「ある程度増やすべき」と回答[16]。

### ジェンダー
- 選択的夫婦別姓制度の導入について、2022年のNHKのアンケートで「反対」と回答[16]。
- 同性婚を可能とする法改正について、2022年のNHKのアンケートで「反対」と回答[16]。
- クオータ制の導入について、2022年のNHKのアンケートで「反対」と回答[16]。

### その他
- アベノミクスについて、2022年の毎日新聞社のアンケートで「当面は継続すべきだ」と回答[17]。
- 「原子力発電への依存度を今後どうするべきか」との問題提起に対し、2022年のNHKのアンケートで「高めるべき」と回答[16]。
- 国会議員の被選挙権年齢の引き下げについて、2022年の毎日新聞社のアンケートで「反対」と回答[17]。

## 支援団体
- 全国たばこ販売政治連盟（組織推薦候補者）[20]

## 所属団体・議員連盟
- 自民党たばこ議員連盟[21]
- 神道政治連盟国会議員懇談会[22]
- 日本の尊厳と国益を護る会[23]

## 選挙歴
| 当落 | 選挙                     | 執行日         | 年齢 | 選挙区             | 政党       | 得票数     | 得票率 | 定数 | 得票順位 /候補者数 | 政党内比例順位 /政党当選者数 |
| ---- | ------------------------ | -------------- | ---- | ------------------ | ---------- | ---------- | ------ | ---- | ------------------ | ---------------------------- |
| 当   | 2003年千葉県議会議員選挙 | 2003年4月13日  | 28   | 千葉市美浜区選挙区 | 無所属     | 1万7049票  | 36.10% | 2    | 1/4                | /                            |
| 当   | 2007年千葉県議会議員選挙 | 2007年4月8日   | 32   | 千葉市美浜区選挙区 | 自由民主党 | 2万3255票  | 41.94% | 2    | 1/4                | /                            |
| 落   | 第45回衆議院議員総選挙   | 2009年08月30日 | 34   | 千葉県第1区        | 自由民主党 | 9万4820票  |        | 1    | 2/4                | 18/6                         |
| 当   | 2011年千葉県議会議員選挙 | 2011年4月10日  | 36   | 千葉市美浜区選挙区 | 自由民主党 | ーー票     | ーー   | 2    | /2                 | /                            |
| 当   | 2015年千葉県議会議員選挙 | 2015年4月12日  | 40   | 千葉市美浜区選挙区 | 自由民主党 | ーー票     | ーー   | 2    | /2                 | /                            |
| 当   | 2019年千葉県議会議員選挙 | 2019年4月7日   | 44   | 千葉市美浜区選挙区 | 自由民主党 | 2万7551票  | 56.83% | 2    | 1/3                | /                            |
| 当   | 第26回参議院議員通常選挙 | 2022年07月10日 | 47   | 千葉県選挙区       | 自由民主党 | 65万6952票 | 25.85% | 3    | 1/14               | /                            |